# OpenSea
OpenSea یک بازار توکن غیرقابل تعویض (NFT) آمریکایی است که دفتر مرکزی آن در شهر نیویورک قرار دارد. این شرکت توسط دوین فینزر در سال ۲۰۱۷ تأسیس شد.
OpenSea یک بازار آنلاین ارائه می‌دهد که به شما امکان می‌دهد توکن‌های غیرقابل تعویض مستقیماً با قیمت ثابت یا از طریق حراج فروخته شوند.

## تاریخچه
در سال ۲۰۱۷، دوین فینزر و الکس آتاالله، با الهام از انتشار کریپتوکیتیز، OpenSea را تأسیس کردند. در ژانویه ۲۰۲۲، OpenSea شرکت Dharma Labs، سازنده کیف پول آتریوم را خریداری کرد. در اواخر همان ماه، OpenSea حدود ۱٫۸ میلیون دلار به کاربران بازپرداخت کرد، زیرا یک باگ رابط کاربری به کاربران اجازه داد تا بیش از ۱ میلیون دلار NFT با تخفیف خریداری کنند.
در سال ۲۰۲۱، به دنبال افزایش علاقه به توکن‌های غیرقابل تعویض، درآمد این شرکت در فوریه به ۹۵ میلیون دلار و در سپتامبر همان سال به ۲٫۷۵ میلیارد دلار رسید. تا ژانویه ۲۰۲۲، ارزش شرکت ۱۳٫۳ میلیارد دلار بود و به عنوان بزرگ‌ترین بازار توکن غیرقابل تعویض توصیف شد. حجم معاملات روزانه در بازار OpenSea در ۱ می ۲۰۲۲ به رکورد ۲٫۷ میلیارد دلار رسید، اما چهار ماه بعد ۹۹٪ کاهش یافت.
| تاریخ       | میزان (میلیون دلار) | از جانب                              | یادداشت                         |
| ----------- | ------------------- | ------------------------------------ | ------------------------------- |
| 2018        |                     | وای کامبینیتر، برندهای آنیموکو برندز | دور قبل از بذر                  |
| نوامبر 2019 | ۲٫۱                 | منابع متعدد                          |                                 |
| مارس 2021   | ۲۳                  | آندرسن هوروویتز، دیگران              | سری A                           |
| جولای 2021  | ۱۰۰                 | آندرسن هوروویتز، دیگران              | سری B; به ارزش ۱٫۵ میلیارد دلار |
| ژانویه 2022 | ۳۰۰                 | پارادایم و مدیریت کواتو، دیگران      | ارزش ۱۳٫۳ میلیارد دلار          |